# A Jazz Date with Chris Connor
A Jazz Date with Chris Connor è un album discografico della cantante jazz statunitense Chris Connor, pubblicato dall'etichetta discografica Atlantic Records nel 1958.

## Tracce
Lato A
1. Moon Ray – 3:12 (Artie Shaw, Paul Madison, Arthur Quenzer) – Registrato il 17 dicembre 1956 a New York
2. Poor Little Rich Girl – 3:52 (Noel Coward) – Registrato il 16 dicembre 1956 a New York
3. Squeeze Me – 4:15 (Clarence Williams, Thomas Waller) – Registrato il 19 dicembre 1956 a New York
4. Fancy Free – 2:15 (Johnny Mercer, Harold Arlen) – Registrato il 17 dicembre 1956 a New York
5. It's a Most Unusual Day – 2:55 (Jimmy McHugh, Harold Adamson) – Registrato il 19 dicembre 1956 a New York
6. All I Need Is You – 3:28 (Peter DeRose, Benny Davis, Mitchell Parish) – Registrato il 16 dicembre 1956 a New York

Durata totale: 19:57
Lato B
1. It Only Happens When I Dance with You – 3:48 (Irving Berlin) – Registrato il 16 dicembre 1956 a New York
2. Lonely Town – 4:19 (Leonard Bernstein, Betty Comden, Adolph Green) – Registrato il 17 dicembre 1956 a New York
3. Everything I've Got – 3:20 (Richard Rodgers, Lorenz Hart) – Registrato il 16 dicembre 1956 a New York
4. Driftwood – 2:24 (Peter Udell, Tommy Goodman) – Registrato il 17 dicembre 1956 a New York
5. I'm Shooting High – 2:32 (Jimmy McHugh, Ted Koehler) – Registrato il 19 dicembre 1956 a New York
6. My Shining Hour – 3:12 (Johnny Mercer, Harold Arlen) – Registrato il 19 dicembre 1956 a New York

Durata totale: 19:35

## Musicisti
Moon Ray / Fancy Free / Lonely Town / Driftwood
- Chris Connor - voce
- Sam Most - flauto
- Eddie Costa - vibrafono
- Joe Puma - chitarra
- Ralph Sharon - pianoforte
- Oscar Pettiford - contrabbasso
- Osie Johnson - batteria

Poor Little Rich Girl / All I Need Is You / It Only Happens When I Dance with You / Everything I've Got
- Chris Connor - voce
- Joe Wilder - tromba
- Al Cohn - sassofono tenore
- Eddie Costa - vibrafono
- Ralph Sharon - pianoforte
- Oscar Pettiford - contrabbasso
- Osie Johnson - batteria

Squeeze Me / It's a Most Unusual Day / I'm Shooting High / My Shining Hour
- Chris Connor - voce
- Al Cohn - sassofono tenore
- Al Cohn - primo sassofono tenore (brano: It's a Most Unusual Day)
- Lucky Thompson - sassofono tenore
- Lucky Thompson - secondo sassofono tenore (brano: It's a Most Unusual Day)
- Eddie Costa - vibrafono
- Ralph Sharon - pianoforte
- Oscar Pettiford - contrabbasso
- Osie Johnson - batteria
- Chino Pozo - bongo
- Mongo Santamaría - conga

Note aggiuntive:
- Nesuhi Ertegun - supervisore e produttore
- Registrazioni effettuate il 16, 17 e 19 dicembre 1956 a New York City, New York
- Johnny Cue e Bob Doherty - ingegneri della registrazione
- Saul Leiter - fotografia copertina album
- Marvin Israel - cover design[1]